# Hip hop italiano
L'hip hop italiano è un sottogenere della musica hip hop sviluppatosi in Italia all'inizio degli anni ottanta, passando da testi in inglese (es. Let get dizzy oppure Ontha Run degli storici Radical Stuff, 1992) a quelli in lingua italiana. Uno dei primi esperimenti è stato fatto nel 1986 dalla band bolognese "Raptus", fondata da Ohm Guru e Gaudi, con la Attack Punk Records (e dello stesso anno è anche Disoccupato Rappo, parodia rap dei torinesi Truzzi Broders), ma è negli anni Novanta che i gruppi appartenenti alla scena hip hop incidono i loro primi lavori significativi. Dopo un periodo di crisi attorno ai primi anni duemila, negli anni seguenti l'hip hop italiano ha riscontrato una notevole crescita commerciale con il lancio mediatico di numerosi rapper, la nascita di diverse competizioni di freestyle e la diffusione tramite internet.

## Storia

### Anni ottanta
In Italia la cultura hip hop fu introdotta negli anni ottanta grazie al primo tour mondiale di Afrika Bambaataa, attraverso la trasmissione su canali privati locali e regionali di alcune pellicole statunitensi dedicate al movimento, quali per esempio Beat Street (1984), Style Wars (1983) e soprattutto il lungometraggio del Wild Style (1983) ma già durante i primi anni Ottanta l'immaginario legato al graffiti writing e alla breakdance faceva da sfondo in film come The Warriors di Walter Hill (I Guerrieri della Notte, 1979) e Fame (Saranno Famosi, 1980). Sha-One fu uno dei i pionieri del genere assieme a Ice One, DJ Gruff, Sean e Kaos.
Jovanotti, che a Roma conobbe questo genere, pubblicò l’album di debutto Jovanotti for President (1988), caratterizzato da strofe rappate in lingua inglese. Con le pubblicazioni di La mia moto e di Giovani Jovanotti, l'artista abbandonò in buona parte il corso iniziato l'anno precedente e quando rientrò in scena con un disco rap nel 1991, fu già parte di un fenomeno più vasto.
Si può dire che Jovanotti fu uno dei primi a fare rap in Italia e poi a farlo conoscere al grande pubblico, ma senza mai avvicinarsi alla cultura hip hop. Successivamente gli venne riconosciuto un ruolo di precursore per l'hip hop in Italia, anche se in realtà si può dire che Jovanotti fece sì che una forma di espressione già presente sul suolo italiano, spesso in ben altra veste fosse conosciuta per la prima volta dal grande pubblico.
In città come Roma e Milano si crearono gruppi di breaker e writers che si riunivano di pomeriggio e organizzavano dei contest che in poco tempo raggiunsero una risonanza tale che vi partecipavano ragazzi provenienti da tutta Italia e addirittura dall’estero. All’epoca non era ancora chiaro che le diverse discipline facevano parte di un unico movimento: inizialmente si reputava che fosse impossibile fare rap in italiano per via della metrica, degli accenti, di cadenze e di sillabe. DJ Enzo, DJ Gruff, Ice One, Pinzu, Shark e Josta sono tra i primi a provarci ma per tutto il decennio nessuno della scena osa incidere dischi rap in italiano.

### Anni novanta
All'inizio degli anni novanta si muovono i rapper delle posse, termine inglese che significa "gruppo", attivisti nel campo politico-sociale e di rivendicazione di diritti, che si servono della musica per esprimere le proprie opinioni e diffonderle. Il movimento si sviluppa essenzialmente nell'ambito dei centri sociali.
Nel 1990 il collettivo romano Onda Rossa Posse (dalle cui ceneri nasceranno gli Assalti Frontali) incide il primo disco in vinile di rap italiano che contiene il singolo Batti il tuo tempo. Anche La scena bolognese è in fermento in quegli anni e nel 1991 gli Isola Posse All Stars incidono Stop al panico.
A Roma invece si fanno notare gli Assalti frontali che incidono l’album Terra di nessuno.
Gli Almamegretta, i Sangue Misto, i 99 Posse, i Camelz Finezza Click, i sardi Sa Razza e La Fossa, i Nuovi Briganti, Frankie HI-NRG con Fight da Faida sono la colonna sonora del rap italiano old school dei primi anni novanta, anni in cui le stragi di mafia hanno scosso la penisola. Nel 1993 Frankie HI-NRG con il disco Verba Manent diventa il primo rapper italiano a pubblicare un disco di hip hop in italiano distribuito da una major.
Le sonorità di quegli anni, molto semplici, vennero completamente abbandonate con l'arrivo di artisti quali Articolo 31, Bassi Maestro, Otierre, The NextOne, Kaos al nord, Colle der Fomento, Piotta e Cor Veleno a Roma, il precursore Lou X con suo cugino C.U.B.A. Cabbal a Pescara, ognuno con un proprio stile e un proprio modo di fare rap. Senza dubbio fra i citati i maggiori esponenti sono gli Articolo 31. Nel 1994 i Sangue Misto segnano l'epoca pubblicano uno dei dischi old school più importanti della storia dell’hip hop italiano dal titolo SxM che diventa negli anni un culto dell’hip hop: il disco si distingue dagli altri hip hop degli anni novanta grazie a sonorità acide e cupe e grazie alla modalità di scrittura dei testi utilizzando all’interno del disco degli slang nuovi, particolari ma molto musicali.
Nel 1993 l'album Strade di città degli Articolo 31 entrò nella classifica italiana degli album, vendendo oltre 90 000 copie, un record per un album hip hop dell'epoca. Anche Neffa nel 1996 ebbe un buon successo commerciale raggiungendo il disco d'oro con il suo lavoro corale Neffa & i Messaggeri della Dopa.
Comincia così quella che viene definita la golden age del rap italiano. Uno dei rapper rappresentativi di questa fase fu Joe Cassano, cresciuto musicalmente tra New York e vari collettivi italiani, tra cui la Porzione Massiccia Crew di Bologna. Con l'album Dio lodato, pubblicato postumo nel 1999 a causa della sua morte prematura avvenuta per arresto cardiaco, Cassano venne definito come il "più grande cultore della golden age", segnando l'epoca con brani come Dio lodato per 'sta chance..., Gli occhi della strada e Nocche dure.
Nel 1994 gli Articolo 31 pubblicarono Messa di vespiri, contenente il singolo Ohi Maria (vincitore del premio Un disco per l'estate), mentre due anni più tardi pubblicarono Così com'è, promosso dai singoli Tranqi Funky e 2030, che viene riconosciuto come l'album più importante della storia dell'Hip Hop Italiano. È l'album rap italiano più venduto di sempre con oltre 600 000 copie vendute, inoltre è l'unico album rap italiano ad aver vinto il disco di diamante. Sempre nel 1994 inoltre fu fondata la crew Spaghetti Funk. A caratterizzare questi MC e DJ è dunque la somiglianza di stile, di contenuti e di musica, legata come dicono loro ad una componente funk, oltre che rap. Il legame tra tutti gli artisti, nato intorno al 1994, si è rafforzato nel 1998 quando tutti insieme intrapresero un tour per l'Italia, per promuovere l'album Nessuno degli Articolo 31. Nel dicembre 1999 uscì Xché sì!, che vide un miscuglio di funk e hip hop che conferì a quest'album una musicalità molto orecchiabile. Numerose le collaborazioni con artisti importanti tra cui Kurtis Blow, noto per essere il primo rapper della storia ad ottenere un disco d'oro con un suo singolo.
Altri album di importanza rilevante nel corso di questo periodo sono Novecinquanta di Fritz da Cat, Fastidio di Kaos, Sotto effetto stono dei Sottotono, 107 elementi di Neffa, Sindrome di fine millennio degli Uomini di mare, Spaccanapoli del Clan Vesuvio, Deluxe dei Lyricalz, La realtà, la lealtà e lo scontro di Lou X, Il mondo che non c'è di Chief & Soci del 1997.

### Anni duemila
Sul finire del 1999 il gruppo milanese Sacre Scuole, composto da Jake la Furia, Gué Pequeno e Dargen d'Amico, pubblica l'album 3 MC's al cubo.
Nel 2001 i Sottotono partecipano al Festival di Sanremo per poi sciogliersi poco tempo dopo. Nel 2003 il rapper pugliese Caparezza raggiunge il successo con l'album Verità Supposte e in particolare col singolo Fuori dal tunnel.
Dopo lo scioglimento degli Articolo 31, con DJ Jad e J-Ax che intraprendono carriere da solista, con quest'ultimo che si sposta verso il genere Rap rock, e l'abbandono di Neffa dalla scena rap, si ha un periodo di stanchezza per la scena italiana che si risveglia con alcune produzioni: in primis vanno ricordati Mi fist dei Club Dogo, Chi more pe' mme dei Co'Sang, Sangue dei Truceboys, 60 Hz di DJ Shocca, Fabiano detto Inoki di Inoki, Mondo Marcio di Mondo Marcio e Mr. Simpatia di Fabri Fibra.
Nonostante l'Italia rimanga salda nell'underground, il mercato dei dischi, capeggiato da etichette indipendenti come la Portafoglio Lainz o la Vibra, dà comunque dei risultati. E nel 2006 diversi MC riescono ad ottenere un contratto discografico con delle major: Mondo Marcio firma per la EMI, Inoki con la Warner, Fabri Fibra e i Club Dogo con la Universal, mentre i Cor Veleno firmano per la H2O Music, essendo i primi artisti italiani a sfruttare la musica formato digitale. Alcuni videoclip, come quello di Applausi per Fibra di Fabri Fibra, riescono ad arrivare su emittenti come All Music o MTV e guadagnare discrete posizioni nelle classifiche.
In questo periodo nascono anche i primi contesti di freestyle, tra cui 2theBeat, Tecniche Perfette ed MTV Spit. Tra il 2006 e il 2008 il genere si espande a un pubblico più ampio, inizialmente grazie all'album Solo un Uomo di Mondo Marcio, che portò il genere al grande pubblico in Italia, successivamente seguirono gli album Tradimento di Fabri Fibra e Marracash di Marracash che riuscirono a conquistare le prime posizioni in classifica.
Intanto a Roma, tra tutti i gruppi hip hop, si affermava il truceklan, creato dall'unione dei gruppi hip hop Truceboys e In the Panchine. Tra gli esponenti principali del gruppo spiccavano: Noyz Narcos, Metal Carter, Gel, Cole, Gemello, Chicoria, Benassa, Duke Montana (uscito dal gruppo nel 2011) e Zinghero. Mentre dalla parte della produzione: Lou Chano, DJ Sano Volcano, 3FX, Fuzzy, DJ Gengis, Rough, Giordy Beatz, Meme, DJ Sine, Marco Tozzi e Low Killa. Gli album realizzati dal collettivo sono: Sangue, Ministero dell'Inferno e In the Panchine. I Generi toccati dal gruppo vanno dal Gangsta rap all'Hardcore hip hop al Rap metal.

### Anni duemiladieci
Dal 2010 dopo il successo del singolo Tranne Te di Fabri Fibra si crea un vero e proprio fenomeno di rapper mainstream. Nello stesso anno viene pubblicato C'eravamo tanto odiati, primo e unico disco dei Due di Picche, duo composto da J-Ax e Neffa, pionieri dell'Hip hop Italiano anni '90.
Fanno il loro debutto nella musica rap italiana artisti come Emis Killa, Clementino, Fedez, Gemitaiz, MadMan, Rocco Hunt e Salmo. Allo stesso tempo nascono artisti che riescono a portare la loro musica ad alti livelli di vendita, esempi di questi artisti sono Noyz Narcos del TruceKlan e Nitro.
Tra il 2015 e il 2016 arriva in Italia l'influenza trap, a partire da XDVR e Sfera Ebbasta di Sfera Ebbasta e Trilogy della Dark Polo Gang, una raccolta dei mixtape Crack musica di Tony Effe e Dark Side, Succo di zenzero di Wayne Santana e The Dark Album di Dark Pyrex. Seguono questa scia nuovi artisti come Ghali, Lazza, Achille Lauro, Capo Plaza, Izi, Tedua, Massimo Pericolo, Rkomi, Ernia, Laïoung, Cromo, DrefGold, il collettivo FSK Satellite (composto da Taxi B, Sapobully e Chiello) e molti altri; sebbene l'underground resti ben saldo con artisti come Lord Madness, Murubutu, Claver Gold, FastCut, Suarez, Leslie, Hard Squat Crew, Inoki, Rancore, Mezzosangue, Lanz Khan, Mattak, Gionni Gioielli, L'Elfo e molti altri.
Escono in questi anni album già diventati classici del genere come Il ragazzo d'oro di Guè Pequeno, The Island Chainsaw Massacre di Salmo, Il cuore e la fame di Egreen e Dead Poets di DJ FastCut.

### Anni duemilaventi
Intorno al 2020 arrivano le influenze della drill, molto in voga in America (per la precisione a sud di Chicago). Galoppano questa scia artisti come Rondodasosa che esordisce con l’album Trenches Baby come altri artisti tra cui Paky, Shiva, Baby Gang e Simba La Rue. Nel marzo 2020 Papa V esordisce con il singolo Per non morire mai e qualche anno esordisce Nerissima Serpe con Identità come primo album ufficiale, dopo il mixtape Denti da Latte. Il disco è stato preceduto dal singolo Mamy Freestyle. La produzione è stata curata principalmente da Fri2, con una co-produzione di SadTurs. L'album segna il passaggio di Nerissima Serpe alla major Universal i due diventeranno coppia fissa con diversi singoli e gli album Mafia Slime 1 e 2. Nel 2022 fa la sua comparsa sulla scena nazionale Kid Yugi con la pubblicazione del suo primo singolo ufficiale, Grammelot. Prima di quell'anno, era attivo nella scena musicale, ma è con Grammelot che ha iniziato ad attirare l'attenzione, portando poi alla pubblicazione del suo primo album, The Globe nello stesso anno e poi 2 anni dopo nel 2024 con I nomi del diavolo. Intorno a metà del decennio nella scena spiccano artisti come Flaco G, Promessa, 22simba e Sayf.

## L'uso del dialetto o della lingua minoritaria
I padri dell'uso del dialetto nel rap sono i Sud Sound System, gruppo orientato più al Raggamuffin, La Famiglia, Francesco Paura, Lou X e i Menhir invece sulla sponda hip hop. L'impatto del parlato e delle relative rime spesso si coniuga con la cultura popolare e viene filtrato dai diversi dialetti della penisola, favorendo la divulgazione di realtà mondiali e l'evoluzione complessiva dello stile italiano, evidente in produzioni prettamente underground come quelle dei campani Co'Sang, Clementino, Rocco Hunt, Luchè, Geolier, del friulano DJ Tubet dei sardi La Fossa e dei romani TruceKlan.

## Le altre discipline dell'hip hop
Il fenomeno hip hop in Italia non ha comunque avuto un grande sviluppo. Il rap, pur avendo origini afroamericane, è riuscito a raggiungere le culture di tutti i paesi, sapendosi adattare nel tempo alle culture e ai costumi locali. Per quanto riguarda invece le altre discipline, sono rimaste fondamentalmente fenomeni "di nicchia", seguiti e praticati da un numero esiguo di persone. In ogni caso, dalla situazione d'oltreoceano, sono stati importati il writing, la beatbox e la break dance, oltre che al DJing. 
DJing
Tra i disc jockey, risaltano DJ Jad, Skizo, DJ Gruff, Don Joe, Shablo, Tayone, Double S, Deleterio, DJ Shocca, Mr. Phil, Bassi Maestro, 2P, Bront e Harsh.
Breaking
Tra i breakers risaltano The Next One, Crash Kidd, Kacyo, Gava, e molte crew come ad esempio Magnimel crew, Battle Squad, Bandits, Break the Funk, Urban Force.
Writing
Tra i writers risaltano Jorit, Eron, Flycat, Blu e Raptuz.

### Freestyle
Sul versante italiano, i primi ad aver praticato freestyle sono stati Neffa, Danno dei Colle der Fomento, Esa e Moddi MC dei Pooglia Tribe.
La prima vera competizione ufficiale, il 2TheBeat nasce al Link di Bologna nel 2003, gestita da Inoki e in seguito anche da Moddi MC.
La nascita delle competizioni Tecniche Perfette e MTV Spit hanno reso sempre più importante questa disciplina in Italia, che ha avvicinato molti rapper, sia affermati che emergenti, all'improvvisazione dei testi. Dal 2011 l'emittente televisiva MTV trasmette MTV Spit, il primo programma di freestyle nella televisione italiana; fino ad ora hanno avuto luogo tre edizioni, con vincitori Ensi, Shade e Nerone.
Nel 2016 nasce il Mic Tyson, contest presentato da Nitro che riscuote un notevole successo sulla piattaforma YouTube avendo come partecipanti i migliori freestyler da tutta Italia tra cui Shekkero, Morbo, Blnkay, Hydra, Drimer, Frenk, Shame, Keso, Bruno Bug, Tullo, Gabs e molti altri. Nel 2019 nasce il contest Freestlylemania presentato da Moddi MC, Comagatte e Nerone.

## L'hip hop nel cinema
Nella produzione cinematografica italiana, l'hip hop ha ricoperto un ruolo affidato a produzioni low cost rintracciabili a fatica e fatte distribuzioni indipendenti ed alternative.
Il lungometraggio parla dell'hip hop come di un movimento in crescita parallelamente alle vicende di vita dei suoi protagonisti, sullo sfondo dell'Isola del Kantiere di Bologna; nel lungometraggio compaiono diversi esponenti della scena delle Posse tra cui i Sud Sound System. In Calabria sono riportate nel documentario in videocassetta Ampollino Rap, dove si ravvisa una moltiplicazione degli stili di rima. Nel documentario appaiono i Sangue Misto, 99 Posse, Bassi Maestro ed Ensi.
Nel 2000 sempre sotto la direzione di Manetti Bros. esce, Zora la vampira, selezione curata da Neffa ove sono presenti oltre allo stesso Neffa, anche Tormento, Gruff, Turi e Kaos per le colonne sonore e tra gli interpreti del film Chef Ragoo e G Max dei Flaminio Maphia.
Nel 2001 Mimmo Raimondi ha diretto Senza filtro, un film che racconta la storia degli Articolo 31. Nel 2007 alcuni rapper del TruceKlan e i Club Dogo hanno recitato nel film porno Mucchio selvaggio, la regia è affidata a Matteo Swaitz spesso regista dei videoclip dei rapper del TruceKlan.
Nel 2014 Enrico Biasi ha diretto Numero zero - Alle origini del rap italiano, documentario che ripercorre ciò che è stata la golden age hip hop degli anni novanta.
Nel 2016 esce Zeta - Una storia hip-hop, pellicola che narra l'ascesa nel mondo della musica di un giovane rapper interpretato da Izi.

## L'hip hop in radio
Negli ultimi anni le radio nazionali hanno dato sempre più spazio alla cultura hip hop attraverso la musica rap italiana.
Tra i primi programmi radiofonici dedicati all'hip hop e con incursioni live dei rapper italiani fu “Tempi Duri” con DJ Fabri, la Gabriellina e DJ Locca nei primissimi anni 90 a Bologna  su Radio Città del Capo e poi su Radio Kappa Centrale. Attualmente la Gabriellina conduce su Radio Onde Furlane il suo settimanale di cultura hip hop La Gabi Terapia continuando lo spirito di allora con ospiti in freestyle in diretta e un'unità di generi musicali cha vanno dalla dancehall all'r&b passando per il rap con attitudine 90s.
Un altro storico programma è One Two One Two in onda su Radio DeeJay nel 1994 dedicato alla musica hip hop condotto da Albertino e Fabio B contribuendo così a diffondere ulteriormente la scena rap italiana al grande pubblico. Successivamente, la trasmissione è stata affidata ai rapper italiani più noti. Dal 2019 è trasmesso su Radiom2o con la conduzione di Wad.
Su Radio 105 il programma BSMNT 105 condotto da Moko e Fabio B diffonde musica trap, rap, drill, e r&b con approfondimenti quotidiani e ospiti dal vivo.

## L'hip hop nella pedagogia
La cultura hip hop con i suoi elementi creativi può essere incorporata nell'insegnamento e nei contesti educativi dando vita a una vera e propria Hip Hop Pedagogy.
In Italia la Pedagogia Hip Hop è stata principalmente espressa e diffusa dai rapper Amir Issaa e DJ Tubet e dall'educatore e ricercatore Davide Fant.